# 林星云
林星雲（1950年11月－），广州市剧协主席、广东戏剧家协会会员、广东电视艺术家协会会员、佛山话剧团长。

## 演出作品

### 電視劇
- 1985-1987年 廣東二台《萬花筒》 飾 阿昆
- 2000年至今 廣東珠江台《外来媳妇本地郎》 飾 王文炳
- 2008年至今 大灣區衛視《七十二家房客 》飾 林福

### 話劇
- 梦断西樵 飾 醉虾
- 胡科长下海  飾 水鱼坤

### 小品
- 睇對象
- 球迷
- 徵婚
- 蜜月
- 紅燈綠燈
- 全都忙
- 老闆班長
- 鐵面柔情
- 母親河
- 接班
- 螺號聲聲
- 接媽媽
- 紅色康乃馨

### 主持節目
- 萬家燈火

## 獎項
- 第四届广东艺术节个人表演三等奖
- 第五届广东艺术节个人表演三等奖
- 广东省思想道德建设戏剧小品、曲艺大赛专业组节目一等奖
- 第六届广东国际艺术节导演二等奖
- 广东省党风廉政建设戏剧小品优秀节目奖
- 南海市第四届艺术节一等奖
- 南海市戏剧小品大赛金奖
- 佛山市戏剧小品大赛一等奖

1. ↑  .   [2022-12-25]. （原始内容存档于2022-12-25）.